# Stelling van Midy
De stelling van Midy is een stelling uit de getaltheorie, genoemd naar de Franse wiskundige Étienne Midy, die ze in 1836 publiceerde.
De stelling zegt:
Indien de decimale expansie van een niet-vereenvoudigbare breuk {\displaystyle a/p} een repeterend gedeelte heeft dat bestaat uit een even aantal cijfers {\displaystyle 2n}, dan is de som van de twee helften van dat repeterende gedeelte gelijk aan {\displaystyle 10^{n}-1} (een getal met enkel negens) indien:
- ofwel {\displaystyle p} een priemgetal is;
- ofwel {\displaystyle p} een macht van een priemgetal is;
- ofwel de grootste gemene deler van {\displaystyle p} en {\displaystyle 10^{n}-1} gelijk is aan 1.

## Voorbeelden
De volgende breuken zijn niet vereenvoudigbaar en hebben een repeterend gedeelte met een even aantal cijfers.
513 = 0,384615384615...
met repeterend gedeelte "384615" en inderdaad is 384 + 615 = 999
217 = 0,117647058823529411764...
met repeterend gedeelte "1176470588235294" en 11764705 + 88235294 = 99999999
277 = 0,0259740259740...
met repeterend gedeelte "259740" en 259 + 740 = 999
In het laatste geval gaat de stelling op omdat de grootste gemene deler van 77 en 1000−1=999 gelijk is aan 1.

## De stelling in andere talstelsels
De stelling gaat ook op in talstelsel met een ander grondtal: als de breuk in het talstelsel met grondtal {\displaystyle b} een repeterend gedeelte heeft met even lengte, is de som van de twee helften een getal met enkel een aantal malen het cijfer {\displaystyle b-1}. Zo is in het octale stelsel:
119 = 0,032745032745...8
met repeterend gedeelte "032745"8

en (octaal) 0328 + 7458 = 7778